# Ókori görög vallás
Az ókori görög vallás magában foglalja az ókori Görögországban megtalálható hiedelmek, szertartások és mitológiák összességét, amely kiterjedt Görögország szárazföldjén túlra, az Égei-tenger szigeteire és Kis-Ázsia partjaira, Magna Graeciáig (Szicília és Dél-Itália), valamint a Földközi-tenger nyugati részén elszórt görög gyarmatokra, mint például Masszalia (Marseille). A korai itáliai vallásokra, például az etruszkok vallására is hatással volt.
Szűkebb értelemben az i. e. 1. évezred elejétől az i. e. 4. századig, a hellenisztikus birodalmak kialakulásáig állt fenn. A görög vallás ezután bomlásnak indult és új formákat vett fel.
A vallásnak nem volt szent könyve, sőt a hellenizmus koráig nem voltak olyan könyvei sem, amelyek kimondottan a görög vallást vagy mitológiát ismertetnék. Ezért a görögök vallását elsősorban a nagy irodalmi alkotásokból, Homérosz műveiből, Hésziodosz és Hérodotosz alkotásaiból, továbbá az ún. lineáris B írással írt táblácskák alapján ismerhetjük meg. Bár ezek többsége nem a görög vallás kezdeti időszakában született, nyomokban azonban fellelhető bennük a görögök ősi vallási elképzelése is.
A mítoszok nem képeznek lezárt világot, ahogyan a görög vallásnak sincsenek egyértelműen meghatározott tanai. A mítoszok az idővel alakultak, változtak.

## Történelem
A Kr. e. 1600 előtti krétai-mükénéi (vagy másképp égei-) vallásban elsősorban istennőket tiszteltek, élükön az anya- és földistennővel, az állatok úrnőjével és a kígyók istennőjével. A mükénéi és trójai feltárások nagy számban hoztak napvilágra bálványokat, kultikus tárgyakat.
Kr. e. 1600 után, az akhájok benyomulásával előtérbe került az indoeurópai (akháj) istenfelfogás. Az akhájok vallásáról voltaképpen csak egyetlen dolgot tudunk teljes bizonyossággal: hogy legfőbb istenük Zeusz volt, a ragyogó égnek ugyanaz az istene, mint az iráni és indiai árja törzsek ősi istenalakja: Diausz-pita.
A Kr. e. 12-10. században harcias dór törzsek hódították meg az akháj államokat. Ezután alakult ki a görög városállamok (polisz) rendszere, amely a hellenisztikus birodalmak kialakulásáig fennállt.
A Kr. e. 8 században élt görög költő, Hésziodosz beszél az istenek születéséről Theogonia című művében.

## Jellemzők

A fő görög szentélyek térképe

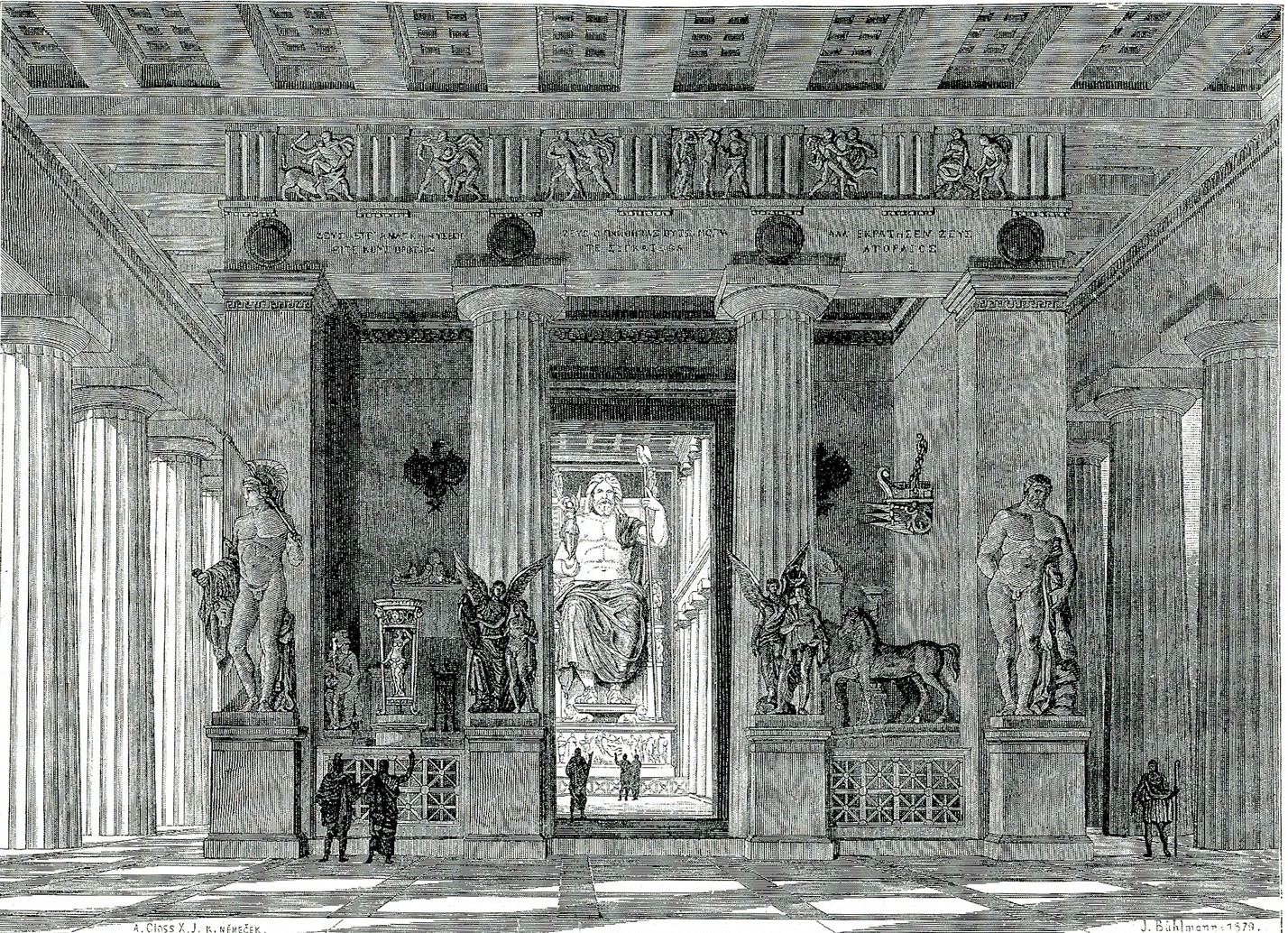
Az olympiai Zeusz-templom, középen Zeusz szobrával (Falke Jacob Von)

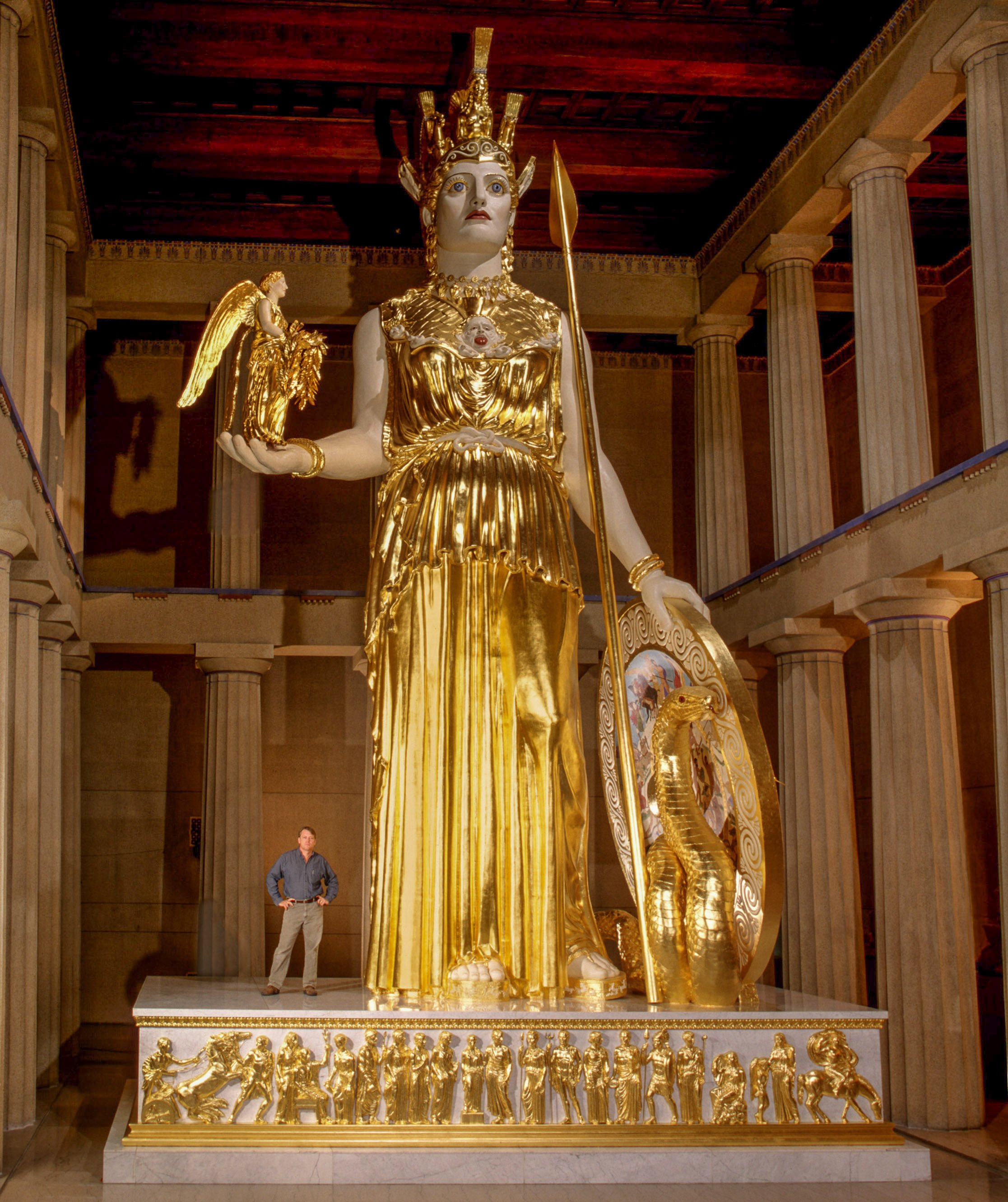
Az ókori görög Athéna Parthénosz (Szűz Athéna) istennő 12 méter magas, aranyból és elefántcsontból készült szobrának rekonstrukciója az USA-ban

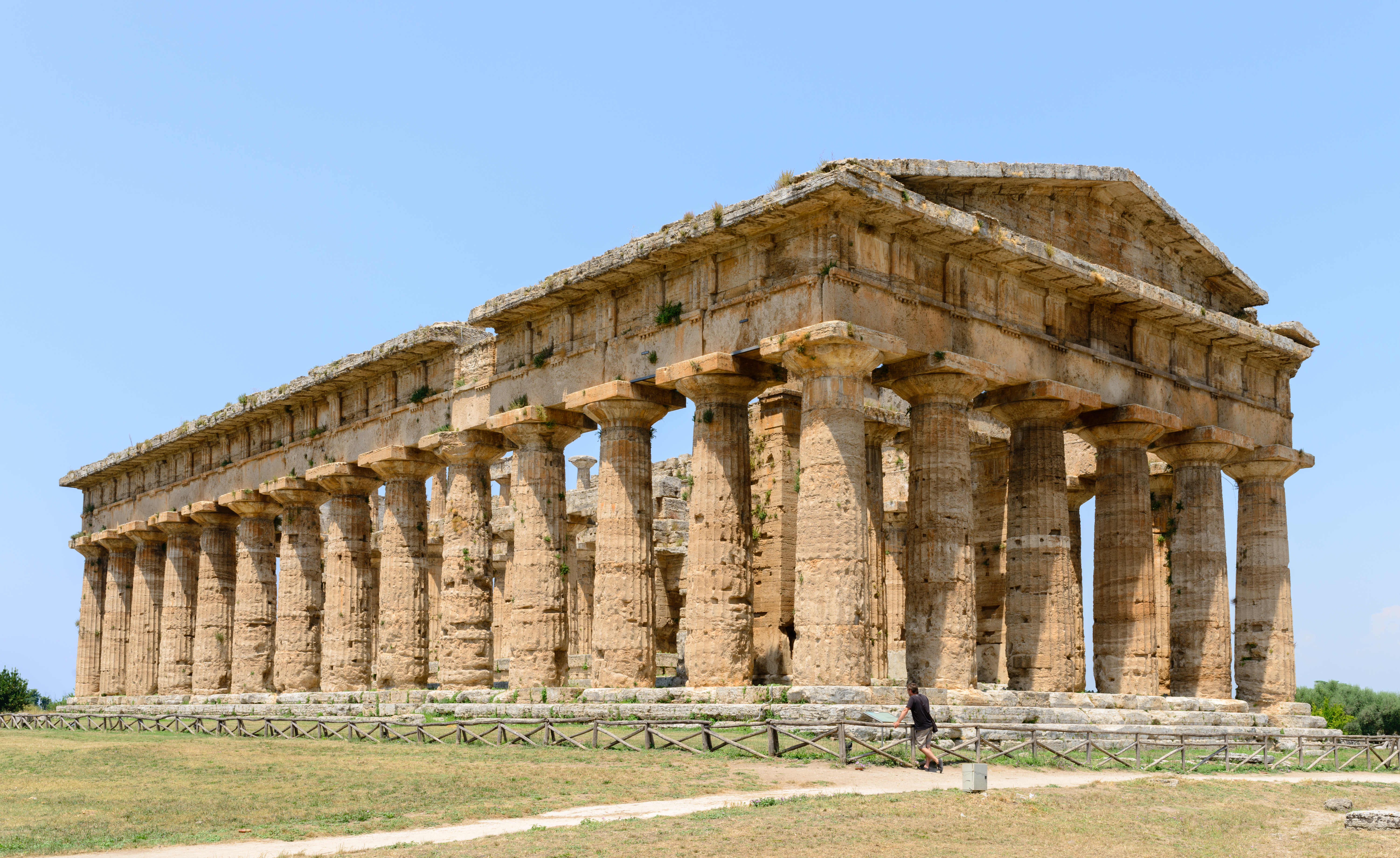
Egy görög templom romjai az itáliai Paestumban

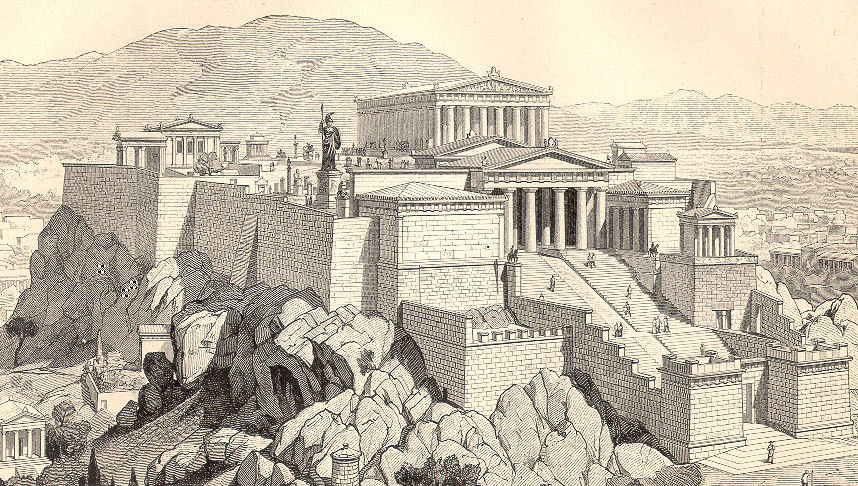
Az athéni Akropolisz rekonstrukciós rajza

Egy igen bonyolult és ellentmondásoktól sem mentes görög világ vallását szoktuk leegyszerűsítve görög vallásnak nevezni. 
A görög föld nem volt egységes, nem is alakult ki egységes papi testület. A vallás összefonódott a városállammal.
A vallásuk nem ismert dogmákat; a hittételek helyén mítoszok álltak. A görög mítoszok azok az elbeszélések, legendaszerű hagyományok, melyekben az istenek lényegükre jellemző cselekvéseket hajtanak végre. Ezen elbeszélések összessége, a mitológia (→ görög mitológia), nem zárt rendszer, mely kánonszerű véglegességgel vagy éppen kötelező erővel tartalmazná az istenekről szóló tanításokat, hanem örökösen változó, minden nagy költő által gyarapodó, új meg új lehetőségeket megcsillantó, végtelenül gazdag változatosság. Mert a vallási megismerés teljes érvényűnek elismert forrása a görögség számára a költői ihlet volt. A költői ihletben megnyilvánuló kinyilatkoztatást pedig a Múzsák sugallatának tulajdonították. Ezért fohászkodtak minden nagy költői alkotás élén a Múzsa segítségéért, s ezért állította Hésziodosz is az istenek leszármazásáról szóló tanítókölteménye, a Theogónia élére a saját múzsái felavatásáról szóló beszámolót.

#### Istenek
A görögök sokistenhívők voltak: számos istent tiszteltek (politeizmus), melyeket emberi alakkal és tulajdonságokkal ruháztak fel (antropomorfizmus). Az istenek lakóhelyének Görögország legmagasabb hegyét, a Thesszália északi részében álló Olümposzt tartották. Itt élnek örökös derű közepette, Zeusz uralma alatt; alakjuk, sőt jellemvonásaik és vágyaik is az emberéihez hasonlók, csak szebbek, nagyobbak és erősebbek, s halhatatlanság és örök ifjúság az osztályrészük.
Az istenek kalandos élete, viszontagságai, harcai, szerelmei a görög mítoszokban jelentek meg. A görög mitológia színes, költői leírásokban beszél erről, továbbá a világ és az emberiség keletkezéséről és ősi történetéről.
Zeusz a napfényben fürdő vagy villámokat szóró, felhőktől borított fényes égboltozatnak és minden égi jelenségnek istene; de ő őrködik az égi, földi és társadalmi törvények érvényesülése felett is. Körülötte kisebb istenek, jó és rossz démonok csoportjai zajlanak.
A későbbi korszak istenei Zeusz, Héra, Athéné, Hermész, Artemisz, Apollón, Hadész. Ezek az istenek az Olümposz hegyén laktak. Eredetileg mind természeti erők és jelenségek megszemélyesítői voltak; később emberi tulajdonságok isteni hordozói.
A templom központjában annak az istennek a szobra állt, akinek a tiszteletére a templomot építették. 
Minden városban voltak kiemelt tiszteletet élvező istenek (pl.: Athénban: Pallasz Athéné).
Isteneikkel a görögök nem alakítottak ki bensőséges kapcsolatot, tisztelték őket, lerótták nekik templomaikban az áldozatokat, amikor elvárták kéréseik teljesítését.
Az istenek jelenlétét többnyire hívogató imádságokkal (epiklesis) óhajtották biztosítani, máskor úgy gondolták, hogy az istenek olümposzi székhelyéig is feljut az áldozat füstje és gőzölgő zsiradéka. Bizonyos áldozatoknak, főleg Dionüszosz kultuszával kapcsolatban, szentségi jelleget tulajdonítottak, amennyiben az áldozati állat, pl. a széttépett bikaborjú, húsával az istenséget vélték magukhoz venni.
Egy-egy isten nagyobb időközökben, többnyire négyévenként visszatérő ünnepein, rendezték meg azokat a nagyszabású versenyjátékokat, melyek, az egész görögség részvétele folytán, nagy mértékben hozzájárultak a városállamokra tagolt görögök nemzeti öntudatának a kialakításához. Olümpiában és Nemeában Zeusznak, Delphoi környékén Apollónnak és az Iszthmoszon Poszeidónnak voltak ezek a versenyjátékok szentelve.
A színház is részben istentiszteleti hely volt. Az előadásokat az istenség ünnepein tartották a néha tízezres tömegeket befogadó theatronban, amelyek közül az egyik legnevezetesebb az athéni Dionüszosz-színház volt.

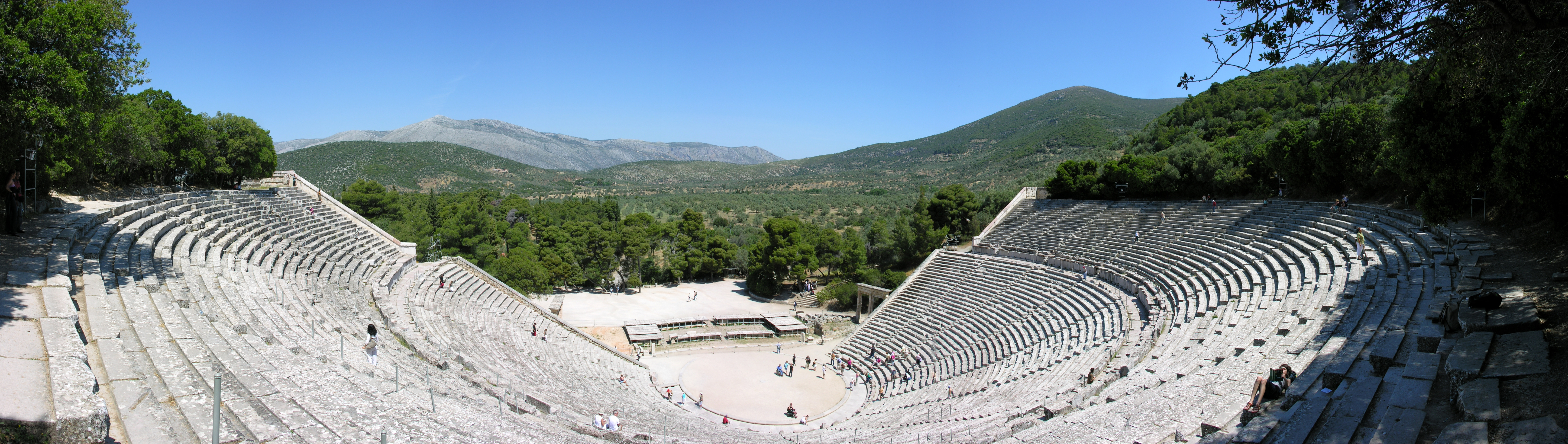
az epidauroszi színház

Az első görög történetíró, Hérodotosz állítja, hogy a görög isteneket a két nagy epikus költő, Homérosz és Hésziodosz teremtették, s megbízható hagyomány szól pl. arról, hogy Pheidiasz az olümpiai Zeusz szobrát az Íliász egy mondata alapján alkotta meg. A történetelőtti idők vallási képzetei a görögségben is megelőzhették az epikus költészet és a klasszikuskori görög szobrászat plasztikus istenalakjait. Zeusz némely mítosza az isten ősi bika-alakjára, Héra boopis (tehénszemű), Pallasz Athéné glaukopis (bagolyszemű) jelzője pl. Homérosznál is ez istennők ősi teriomorf, azaz állatalakú isten-elképzelésére enged következtetni. A görög vallás egyik legkorábbi hiteles forrása, Homérosz két eposza, már a legtökéletesebb antropomorfizmus, azaz emberalakúság fokán mutatja az isteneket.

#### Mitológiai alakcsoportok
- amazonok
- danaidák
- dioszkuroszok
- erinnüszök
- gigászok
- gorgók
- hárpiák
- héroszok
- hekatonkheirek
- heszperidák
- hórák
- kentaurok
- khariszok
- küklópszok
- moirák
- múzsák
- nimfák
- pleiádok
- szatírok (szilének)
- szirének
- titánok

#### Kultusz
A szent ligetekben és a templomokban tartott istentisztelet áldozatokból és orákulumokból tevődött össze. Az ima (eükhé) az istenségekhez szól. De imával nyitották meg a népgyűléseket és a bírósági tárgyalásokat is. Ima közben az égre emelték a szemüket és a kezeiket, miközben tenyerüket felfelé fordították. A gyógyító és segítőistenhez, különösen Apollónhoz, piánnal fordultak egy ünnepélyes, többszólamú himnusszal, mely hol könyörgő-, hálaadó- vagy engesztelő ének volt, hol pedig csata- vagy győzelmi dal.
A szertartásokat a templomokban vagy szentélyekben végezték. A templomok nagy részének nem volt állandó papsága, nem is a hívők gyülekezőhelyei voltak, hanem az istenek lakóhelyeinek tartották azokat, ezért nem is építettek túl nagy templomokat.
Voltak olyan szentélyek is, amelyek állandó papsággal rendelkeztek, és amelyeket sajátos tisztelet övezett (pl. Delphoi, Délosz). Nagy látogatottságnak örvendett Apollón fiának, Aszklépiosznak az epidauroszi szentélye is, ahová a betegek zarándokoltak gyógyulást remélve.
A szertartásokat a választott állami tisztviselők (arkhónok), illetve az évenként választott papok végezték. A papságnak itt nem volt olyan nagy szerepe és tekintélye, sem vallási, sem pedig a politikai életben, mint az ókori Keleten.

#### Kultuszhelyek
A legrégibb kultuszhelyek elsősorban a hegyek, aztán a ligetek és a mesterséges barlangok, kiváltképp az "elkülönített helyek" (temenosz) és a szentélyek (hieron), valamint az oltárok (bómosz). Az archaikus korban kezdődött a templomépítés. A naosz szó (magyarul: istenlakás, templom) jelöli a görög templomot az istenség lakásaként, amely többnyire fallal körbevett kultuszkörzetben állt. Ismert és idevágó példa erre az Altisz Olympiában, amely a Kr. e. 776-tól Kr. u. 394-ig a négyévenként zajló olimpiai játékok színhelye volt.
A klasszikus kor szent körzetei: az athéni Akropolisz és a delphoi kultuszkörzet, ahol a pythiai ünnepi játékokat ünnepelték. Az ünnepi játékok nemcsak sportversenyeket öleltek fel, hanem éppúgy istentiszteletet, áldozást és színházi előadásokat is.
A görög szempontjából kedvezően végződő perzsa háborúk után, Periklész korában Athénban fellendült a templomépítés. Ennek a folyamatnak az egyik csúcspontja az olympiai Zeusz-templom, a másik pedig az Athéné-templom (Parthenón) Athénban, az Akropoliszon. Sok templomot építettek ekkortájt a görög gyarmatokon is. A hellenizmus korában azonban a görög művészet kiterjedt az egykori Nagy Sándor-i birodalom roppant területeire és visszaesett a templomépítés, legalábbis a monumentális és fényűző világi építkezésekkel összevetve.

#### A kultusz és a templom szolgálói
A kultusz- és a templomszolgálatot a hiereusz (pap) és a hiereiai (papnő) látta el. A papság részben örökölhető, részben a nép választotta a papokat és papnőket, vagy a sors útján jelölték ki őket. A papok segítői a hieropoioi (kemence-előkészítő), a naophülakosz (templomőr) és a templomi pénztáros. A papoknak és papnőknek díszhelyük volt a népgyűléseken és a nyilvános ünnepségeken. Le kellett mondaniuk a nemi kapcsolatról (vagy egész életükre, vagy tisztségviselésük időtartamára vagy bizonyos ideig a papi szolgálat elvégzése előtt). Nem volt zártkörű papság, hanem csak szentélyenként kijelölt tisztviselő.
Athén és a dionüszoszi misztérium legmagasabb kultuszviselője az arkhón baszileusz volt.
Exegétai (értelmező) volt a neve azoknak a delphoi papoknak, akik Pythia jósszavait értelmezték.
A papokon kívül voltak még bakidák (vándorjósok). Ők arról a csodás boitóiai jósról, Bakiszról voltak elnevezve, aki a görögöknek megjósolta a perzsa háborút.

#### Orákulumok
Az istenek akaratának kifürkészésére az orákulumokat alkalmazták.
Az ókorban a delphoi jósda örvendett a legnagyobb tekintélynek. Pythia , a jósnő adott felvilágosítást; ő volt Apolló isten szócsöve. Oldalánál ott állt a próféta, aki azokat a kérdéseket továbbította, amelyeket Püthiának tettek fel. Püthia – miután elragadtatott állapotba esett – nehezen érthetően és összefüggéstelenül közölte sugallatait a jelenlévőkkel. Apolló papjai ezeket a tagolatlan sugallatokat metrikus (hexameteres) formába öntve, rendszerint többértelmű bölcs mondásokat faragtak, amelyeket aztán kihirdettek.
Híresek voltak még a Zeusz orákulumok Dódonéban, Épeiroszban. Itt a pap a szent tölgyfa susogásából, a galambok turbékolásából és repüléséből próbálta megfejteni Zeusz akaratát.
Az orákulumhoz igazodott minden: kultusz, naptár, politika, törvényhozás, szokás és gyarmatosítás, de mindenféle magánügy is.
Püthián kívül ismert volt még Szibilla is, akinek a cumaei Szibilla-barlangban, a régi itáliai görög gyarmaton (kb. Kr. e. 5. század) volt a székhelye.

##### Áldozat

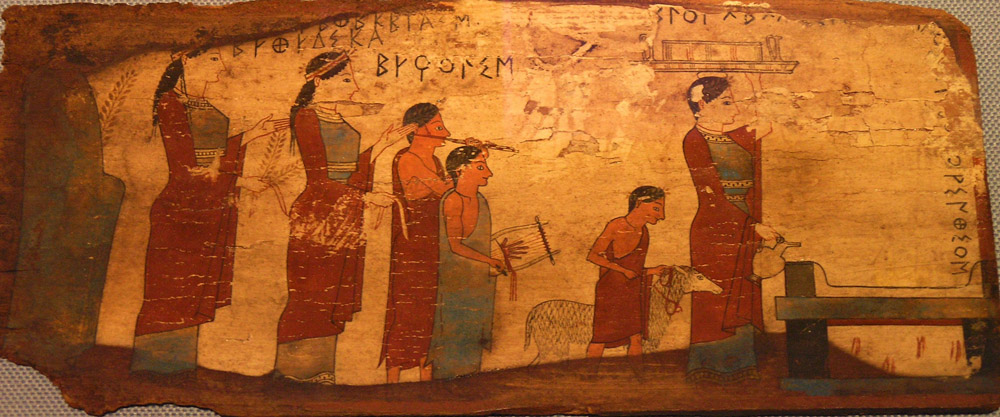
Állatáldozati jelenet (Kr. e. 6. század, Korinthosz)

Áldozattal (thüszia) is tisztelték az istenséget. A könyörgő-, hálaadó-, és ünnepi áldozatokat részben egyénileg, részben államilag mutatták be.
A véres áldozatoknál libák, tyúkok, marhák, birkák, disznók és kecskék szerepeltek. A buphoniák  (bikaölés) Athénban olyan áldozatok voltak, amelyeket Zeusz Polieusznak (városoltalmazónak) mutattak be, amikor is a pap miután megölte a bikát egy bárddal, kénytelen volt elmenekülni.
A hekatombé különösen nagy áldozat volt, amikor száz állatot áldoztak fel az istenek tiszteletére. Egy másik áldozati mód, a holokautóma tűzáldozat.
De nemcsak állatokat, hanem növényeket, italokat is "áldoztak". A vértelen áldozatokhoz kenyeret, süteményt, gyümölcsöket, mézet, sajtot, italt és tömjént használtak. Aratóünnepeken és lélekünnepségen a paszpermia-t (mindenféle magok keveréke) áldozták fel, amikor is korsóban gabonafélék és hüvelyesek korai termését főzték össze és kenyeret sütöttek belőle.
Az áldozatok az elhunytak lelkeinek is kijártak; a halotti áldozatot a temetés alkalmával, majd az évfordulón évről-évre a sír felett mutatták be. Athénben a halottak kultuszának volt szentelve az Anthesteria nevű ünnep is.